# Upplands runinskrifter 734
Upplands runinskrifter 734 är en vikingatida runsten av granit i Linsunda, Villberga socken och Enköpings kommun. 
Runstenen är 1,4 meter hög och 0,8 meter bred. Runhöjden är 5-8 centimeter. Slingan och ornamenten på stenen är inte skickligt utförda och stenens ristare, Lidsvald, är inte känd från någon annan ristning.

## Inskriften
Translitterering av runraden:
uifastr : resti : sten : yftir : selfan : sik : kuikan : li(s)u[al] : [r]isti :
Normalisering till runsvenska:
Vifastr ræisti stæin æftiʀ sialfan sik kvikvan. Liðsvaldr(?) risti.
Översättning till nusvenska:
Vifast reste stenen efter sig själv, medan han levde. Lidsvald(?) ristade.